# United Artists
United Artists Entertainment LLC je ameriško filmsko podjetje, ki se prvenstveno ukvarja s produkcijo in distribucijo filmov. Leta 1919 ga je ustanovil Charlie Chaplin skupaj s še drugimi hollywoodskimi ikonami. Vsak je imel 20 % delež.
Novembra 2006 je bil United Artist ustanovljen na novo. Pri tem sta imela glavno vlogo Tom Cruise in njegova menedžerka Paula Wagner skupa s studiem Metro-Goldwyn-Mayer.
Tom Cruise ima manjši delež v studiu, ki spada pod MGM Studios. MGM je v lasti MGM Holdings, Inc.. Tega so ustanovila nekatera podjetja: Sony, Comcast, TPG Capital, L.P. in Providence Equity Partners.

## Filmografija
- Seznam filmov United Artists